# Frank Morris
Pour les articles homonymes, voir Frank Morris (homonymie).
Frank Lee Morris, né le 1er septembre 1926 à Washington, évadé de prison le 11 juin 1962 et disparu depuis lors, est un criminel américain notable connu pour s'être échappé de la prison fédérale de haute sécurité d'Alcatraz avec les frères Clarence et John Anglin. À l'origine, un quatrième complice, Allen West, devait les aider, mais il rencontra des problèmes pour sortir de sa cellule et ne réussit pas à se joindre à eux lors de l'évasion. Morris et ses complices sont présumés morts noyés ; ils n'ont jamais été retrouvés. Seuls quelques objets ont été retrouvés sur la plage voisine, mais l'affaire en resta sans suite. L'affaire déclarera que les évadés seront considérés comme mort noyés.

## Biographie
Frank Lee Morris naît à Washington et passe une grande partie de son enfance à être transféré d'une famille adoptive à une autre. La justice le condamne la première fois pour un délit à l'âge de 13 ans, puis vers la fin de son adolescence, Morris est arrêté pour détention de drogue et attaques à main armée.
Au fur et à mesure de sa vie d'adulte, Morris est incarcéré dans des prisons de plus en plus grandes. Il semble qu'il ait une intelligence supérieure à la moyenne (QI de 133) et se soit déjà évadé à plusieurs reprises.

## Prison fédérale d'Alcatraz

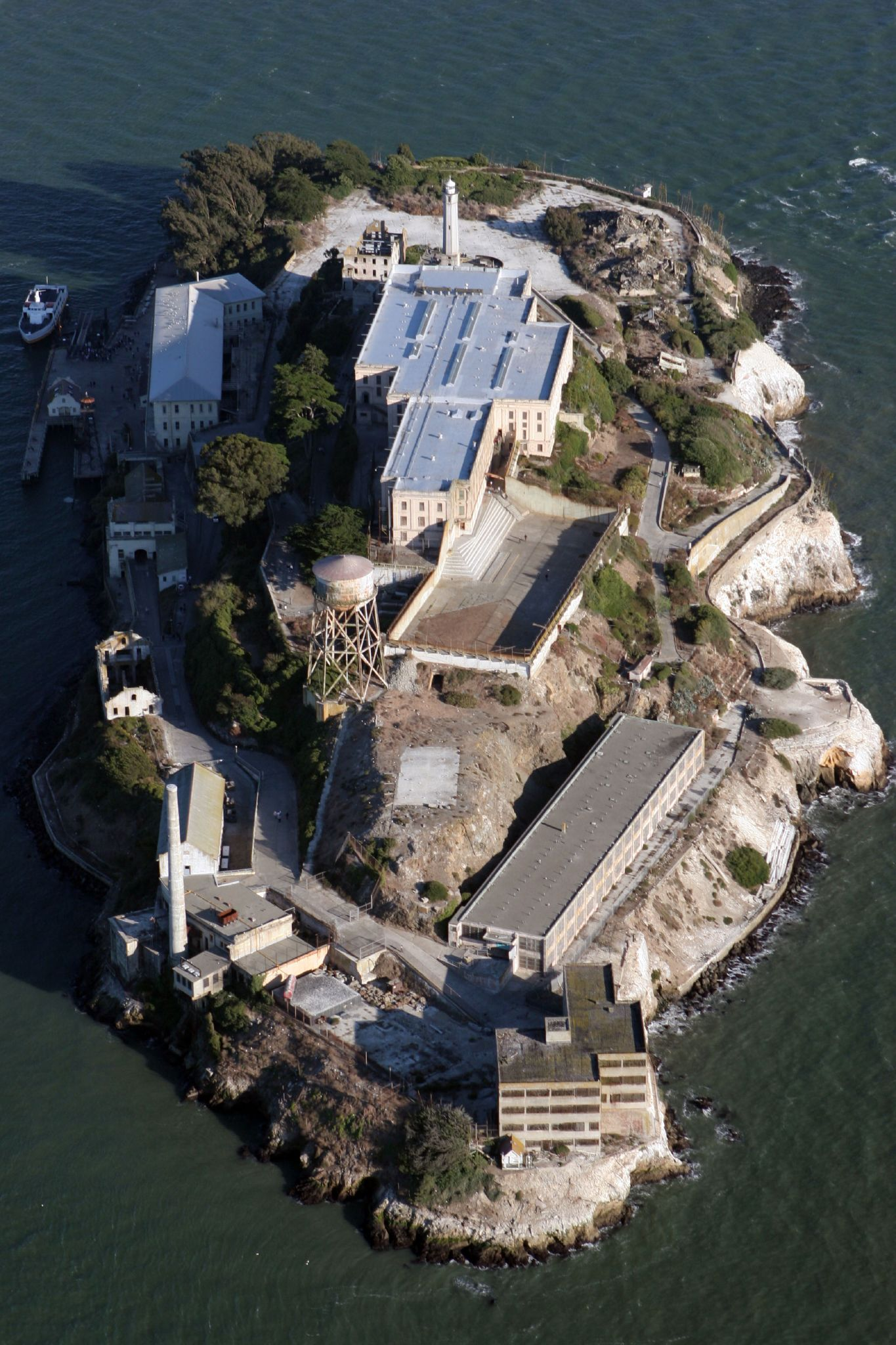
Photographie aérienne du complexe pénitentiaire d'Alcatraz.

### Arrivée
Le 20 janvier 1960, Frank Morris est envoyé à Alcatraz, où il devient prisonnier sous le matricule « AZ1441 ». Morris commence vraisemblablement à mettre au point son plan d'évasion dès son arrivée, bien que 14 tentatives précédentes aient eu lieu en vain par 36 prisonniers différents. Trois autres personnes font équipe avec lui : John Anglin, son frère Clarence Anglin et Allen West (qui n'a pas réussi à se joindre à l'évasion au moment final).

### Préparation
La tentative d'évasion s'avère extrêmement compliquée. Pendant près de deux ans, Morris et les Anglin créent un radeau avec des imperméables volés à d'autres détenus et volent un certain nombre d'outils pour pouvoir creuser dans leurs cellules. En mai 1962, ils réussissent à créer des ouvertures par les conduits d'aération au fond des cellules, en travaillant par roulement et en surveillant constamment les tours de garde tandis que les autres creusent.

### Évasion

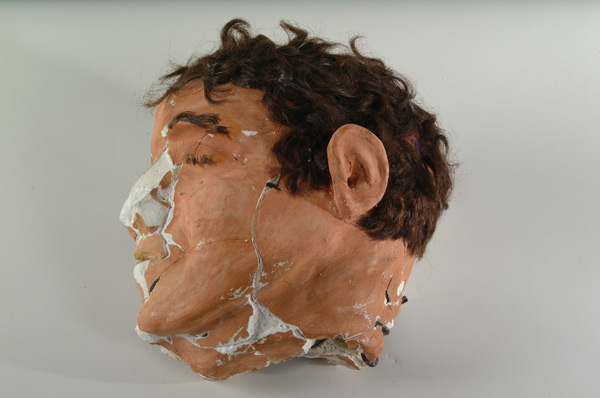
Fausse tête de Frank Morris retrouvée après l'évasion

Dans la nuit du 11 juin 1962, la tentative d'évasion commence. Le groupe s'échappe par les conduits de leurs cellules . Ils parviennent à grimper sur le toit puis descendent vers la baie par la voie des nombreux buissons situés sur la côte de l’île. Là, ils montent à bord du radeau qu'ils ont fabriqué et disparaissent dans la nuit.
Le lendemain matin, les officiers découvrent les mannequins couchés dans les lits et l'absence des prisonniers. Le FBI met en place une des plus gigantesques chasses à l'homme depuis le kidnapping du bébé Lindbergh, mais sans résultat. Quelque temps plus tard, des morceaux du radeau et des gilets de sauvetage sont retrouvés dans la baie, ainsi qu'un sac imperméable contenant des effets personnels des Anglin. Bien que les autorités n'aient jamais retrouvé leurs corps, elles restent persuadées que les hommes se sont noyés. Elles mettent en avant le fait qu'aucune attaque à main armée ou vol de voiture n'a été signalé à leur encontre, or les trois hommes étaient des criminels multirécidivistes et étrangement ils n'ont plus jamais été arrêtés. Toutefois, l'émission MythBusters a démontré qu'il est possible que le radeau ait pu atteindre les Marin Headlands, accentuant ainsi le doute sur la mort présumée de Morris et des Anglin.
En 1967, un homme a téléphoné au FBI en affirmant avoir été à l'école avec Frank Morris et le connaître depuis 30 ans. Il a déclaré l'avoir rencontré par hasard dans le Maryland et l'avoir décrit comme ayant « une petite barbe et une moustache », mais a refusé de donner plus de détails.
En 1989, une femme qui ne s'identifiait que sous le nom de « Cathy » a appelé la ligne d'information des Mystères non résolus pour signaler qu'elle avait reconnu une photo de Clarence Anglin, comme étant un homme qui vivait dans une ferme près de Marianna, en Floride. Les frères ont également été reliés à la région par une femme, qui a reconnu une photo de Clarence Anglin et a dit qu'il vivait près de Marianna. Elle a correctement identifié la couleur de ses yeux, sa taille et d'autres caractéristiques physiques. Un autre témoin a identifié un croquis de Frank Morris, disant qu'il ressemblait de façon frappante à un homme qu'elle avait vu dans les archives de l'agence de presse.

## Postérité
Le livre puis le film L'Évadé d'Alcatraz sont fondés sur cette célèbre évasion. Frank Lee Morris est interprété par Clint Eastwood.  
Il apparaît dans la série Marvel Loki sous les traits de l'acteur Eugene Cordero. 